# Ana de los mil días

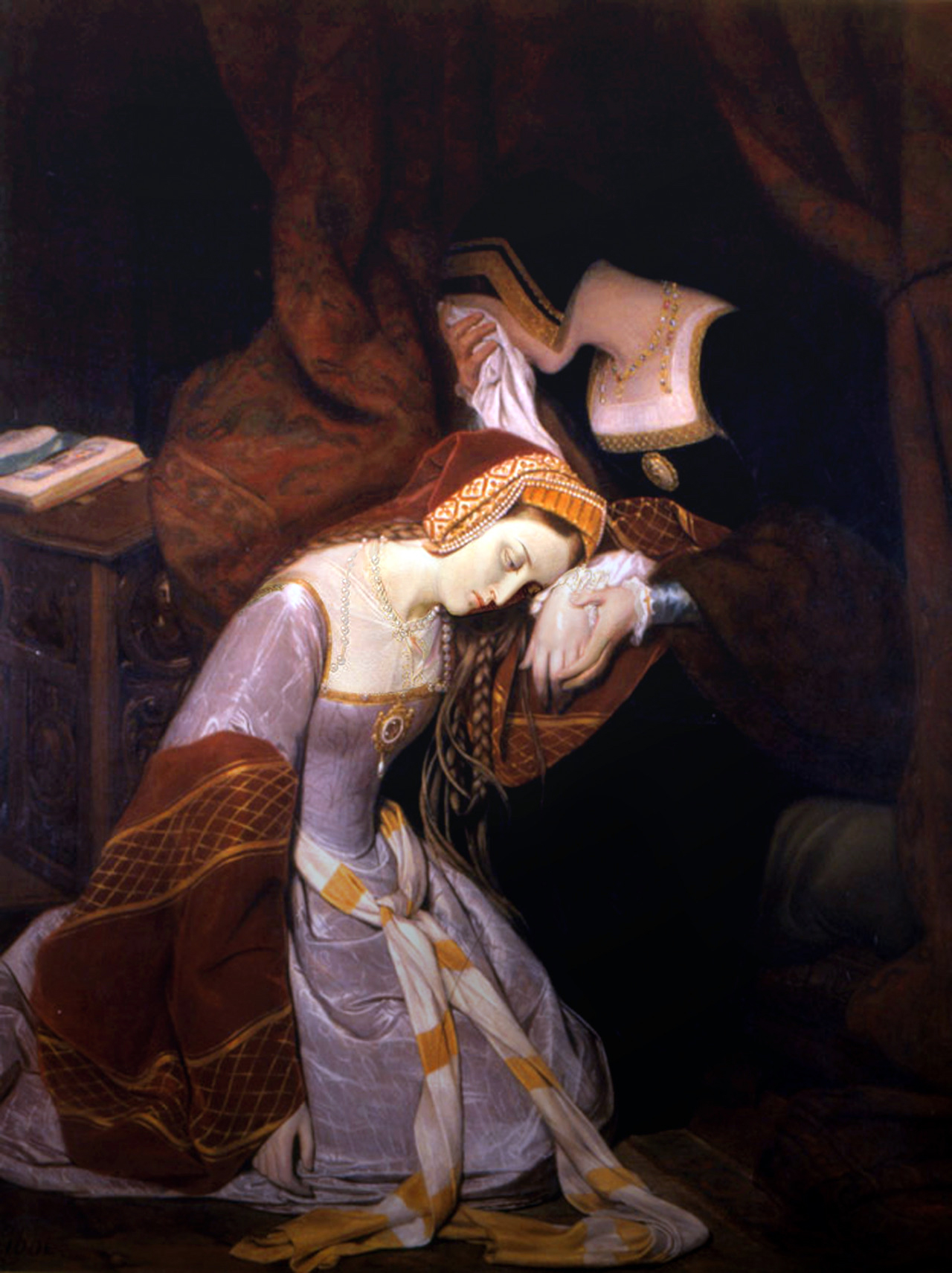
Ana Bolena en la Torre de Londres.

Ana de los mil días (Anne of the Thousand Days) es una película histórica, británica dirigida en 1969 por Charles Jarrott, producida por Hal B. Wallis y basada en la vida de Ana Bolena, segunda esposa del rey Enrique VIII. El guion de Bridget Boland y John Hale es una adaptación de la obra de 1948 del mismo nombre de Maxwell Anderson.
La película está protagonizada por Richard Burton como el rey Enrique VIII y la actriz canadiense Geneviève Bujold como Ana Bolena. Completan el elenco principal; Irene Papas como Catalina de Aragón , Anthony Quayle interpreta al cardenal Thomas Wolsey y John Colicos interpreta a Thomas Cromwell.  La esposa de Burton, Elizabeth Taylor, hace una breve aparición sin acreditar.
Aunque la película tuvo críticas mixtas, la interpretación de Geneviève Bujold, siendo además la primera en una película en inglés, fue muy elogiada, incluso por la revista Time , que por lo demás criticó la película. Bujold fue nominada en los Premios Oscar y ganadora en los Premios Globos de Oro en la categoría de Mejor Actriz. Además, la película obtuvo un total de diez nominaciones en los Oscars, ganando solamente por Mejor Vestuario para 	Margaret Furse.

## Argumento
El filme arranca con el rey firmando las órdenes de ejecución contra un grupo que supuestamente conspiraba contra él, entre los que se encuentra su esposa, Ana Bolena. De ahí se sigue un largo flash-back que describe el encaprichamiento del rey con la bella Ana, ya comprometida con otro hombre, a lo que se suma el agravante de que Enrique VIII, casado legítimamente con Catalina de Aragón, ha tenido como amante a su hermana, que le ha dado un hijo bastardo y la evolución de esta de joven que le para los pies a mujer ambiciosa a la que le encanta probar las mieles del poder.

## Reparto
- Richard Burton como el rey Enrique VIII.
- Geneviève Bujold como la reina Ana Bolena.
- Irene Papas como la reina Catalina de Aragón.
- Anthony Quayle como el cardenal Thomas Wolsey.
- John Colicos como Thomas Cromwell.
- Michael Hordern como Thomas Boleyn.
- Katharine Blake como Elizabeth Howard.
- Elizabeth Taylor, entonces pareja sentimental de Richard Burton, hace una breve aparición luciendo la famosa perla Peregrina, que él le había regalado.

## Críticas y antecedentes sobre la película
- «(El rey) por una mujer será capaz de asesinar, romper con la Iglesia católica»[3]
- «La interpretación de Richard Burton es genial. Puede parecer sobreactuado e incluso excesivo pero es que la vida y el poder de Enrique VIII era así: ilimitado. Un tipo que manda a la horca a cientos de personas no tiene nada que esconder. Por lo tanto, sus gritos, su gestualidad están más que justificados.»[4]
- «En cuanto a Geneviève Bujold, que se dio a conocer en todo el mundo con este filme, su actuación es también destacada.»[5]
- «Irene Papas, en su papel de Catalina de Aragón y esposa de Enrique VIII hasta que llega la Bolena, es muy corto y está caracterizado un tanto oscuro. Es una pieza más del puzzle que encaja de manera adecuada.»[6]
- «La presencia de Richard Burton, inevitable en los repartos con anhelos de prestigio de aquella época, es una constante fuente de inspiración del realizador, tan resuelto a lo largo de todo el metraje de la cinta -136 min.- como cabe esperar en uno de los grandes especialistas del género. Meticuloso y aplicado en su tarea, Charles Jarrott viene a mostrarnos la experiencia de una mujer desdichada e inocente que ni provocó ni fue dueña de su destino.»[7]
- La actriz británica Olivia Hussey fue la primera opción para el papel de Ana Bolena. Cuando el productor Hal B. Wallis conoció a Hussey en Nueva York en noviembre de 1967 en una fiesta para su próxima película Romeo and Juliet (1968), él le ofreció el papel principal. Además, también le ofreció protagonizar junto a John Wayne el filme True Grit (1969). En sus memorias de 2019, Hussey declaró que había "murmurado algo sobre estar interesada en Ana de los Mil Días".” pero agregó que ella “no podía verse a sí misma con Wayne”. Ella afirma que este comentario "adolescente y obstinado" inevitablemente puso fin a su relación profesional con Wallis, y él inmediatamente retiró su oferta. "Me tomó menos de un minuto hablar para salir de esto", dijo Hussey.[8]

## Precisiones históricas
- La reunión entre Ana y Enrique poco antes de su ejecución es ficticia, e incluso si tal reunión hubiera tenido lugar, algunos detalles de su conversación son inverosímiles. El matrimonio de Anne fue anulado de todos modos, y nunca le ofrecieron un trato que le hubiera dado su libertad. Isabel y María fueron declaradas ilegítimas, pero no obstante estaban en la línea de sucesión, pero no hasta después de la muerte de Ana. Por lo tanto, en ese momento, la posibilidad de que Isabel heredara la corona debe haber parecido pequeña.
- Enrique no intervino en el juicio de Ana; se le negó el derecho a interrogar a los testigos en su contra. Ella y el rey se encontraron por última vez en una justa el día antes de su arresto.

## Premios y nominaciones
| Premio de entrega                    | Categoría                               | Nominado/a                                     | Resultado |
| ------------------------------------ | --------------------------------------- | ---------------------------------------------- | --------- |
| Premios Oscar                        | Mejor Película                          | Hal B. Wallis                                  | Nominado  |
| Premios Oscar                        | Mejor Actor                             | Richard Burton                                 | Nominado  |
| Premios Oscar                        | Mejor Actriz                            | Geneviève Bujold                               | Nominada  |
| Premios Oscar                        | Mejor Actor de Reparto                  | Anthony Quayle                                 | Nominado  |
| Premios Oscar                        | Mejor guion adaptado                    | Bridget Boland John Hale Richard Sokolove      | Nominados |
| Premios Oscar                        | Mejor Diseño de producción              | Maurice Carter Lionel Couch Patrick McLoughlin | Nominados |
| Premios Oscar                        | Mejor Fotografía                        | Arthur Ibbetson                                | Nominado  |
| Premios Oscar                        | Mejor Diseño de Vestuario               | Margaret Furse                                 | Ganadora  |
| Premios Oscar                        | Mejor Música Original para una película | Georges Delerue                                | Nominado  |
| Premios Oscar                        | Mejor Sonido                            | John Aldred                                    | Nominado  |
| Golden Globe Awards                  | Mejor Película de Drama                 | Hal B. Wallis                                  | Ganador   |
| Golden Globe Awards                  | Mejor Dirección                         | Charles Jarrott                                | Ganador   |
| Golden Globe Awards                  | Mejor Actor de Drama                    | Richard Burton                                 | Nominado  |
| Golden Globe Awards                  | Mejor Actriz de Drama                   | Geneviève Bujold                               | Ganadora  |
| Golden Globe Awards                  | Mejor Actor de Reparto                  | Anthony Quayle                                 | Nominado  |
| Golden Globe Awards                  | Mejor Guion                             | Bridget Boland John Hale Richard Sokolove      | Ganadores |
| Golden Globe Awards                  | Mejor Banda Sonora                      | Georges Delerue                                | Nominado  |
| British Academy Film Awards          | Mejor Dirección de Arte                 | Maurice Carter                                 | Nominado  |
| British Academy Film Awards          | Mejor Diseño de Producción              | Margaret Furse                                 | Nominada  |
| 1970 American Cinema Editors Awards  | Mejor Película Dramática                | Richard Marden                                 | Nominado  |
| 1970 Writers Guild of America Awards | Mejor Guion Adaptado                    | Bridget Boland John Hale                       | Nominados |